# Austremonio
Austremonio de Clarmont (Italia, siglo III - Clarmont-Ferrand, ca. 252) fue el primer obispo de Clarmont-Ferrand, venerado como santo por diversas confesiones cristianas.

## Vida
Casi no hay datos sobre la vida del santo. Parece que era uno de los Apóstoles de la Galia enviados por el papa Fabián hacia 250 para cristianizar la Galia, en el consulado de Decio y Vetio Grato. En una carta que el papa Zósimo escribe a un obispo galo, hace referencia a este hecho.

## Leyenda de San Austremonio en elsigloI
A partir del siglo V se desarrolla una leyenda apócrifa que convierte a Austremonio en uno de los Setenta discípulos; habría sido judío, convertido por San Pedro, a quien acompañó a Roma. De allí, Pedro lo envió a la Galia, donde predicó en Auvernia, el Berry y Nevers. En Clarmont, convirtió al senador romano Casio y el sacerdote pagano Vitorino, y desde la sede envió a sus discípulos a otras tierras: Sireno (Saint Cerneuf) a Thiers, Mario a Salers y Nectarino y Antonino a otras partes de Auvernia. Austremonio murió decapitado en Clarmont el año 92. 
Aunque la leyenda pasó al Martirologio romano es poco creíble y no tiene fundamento histórico.

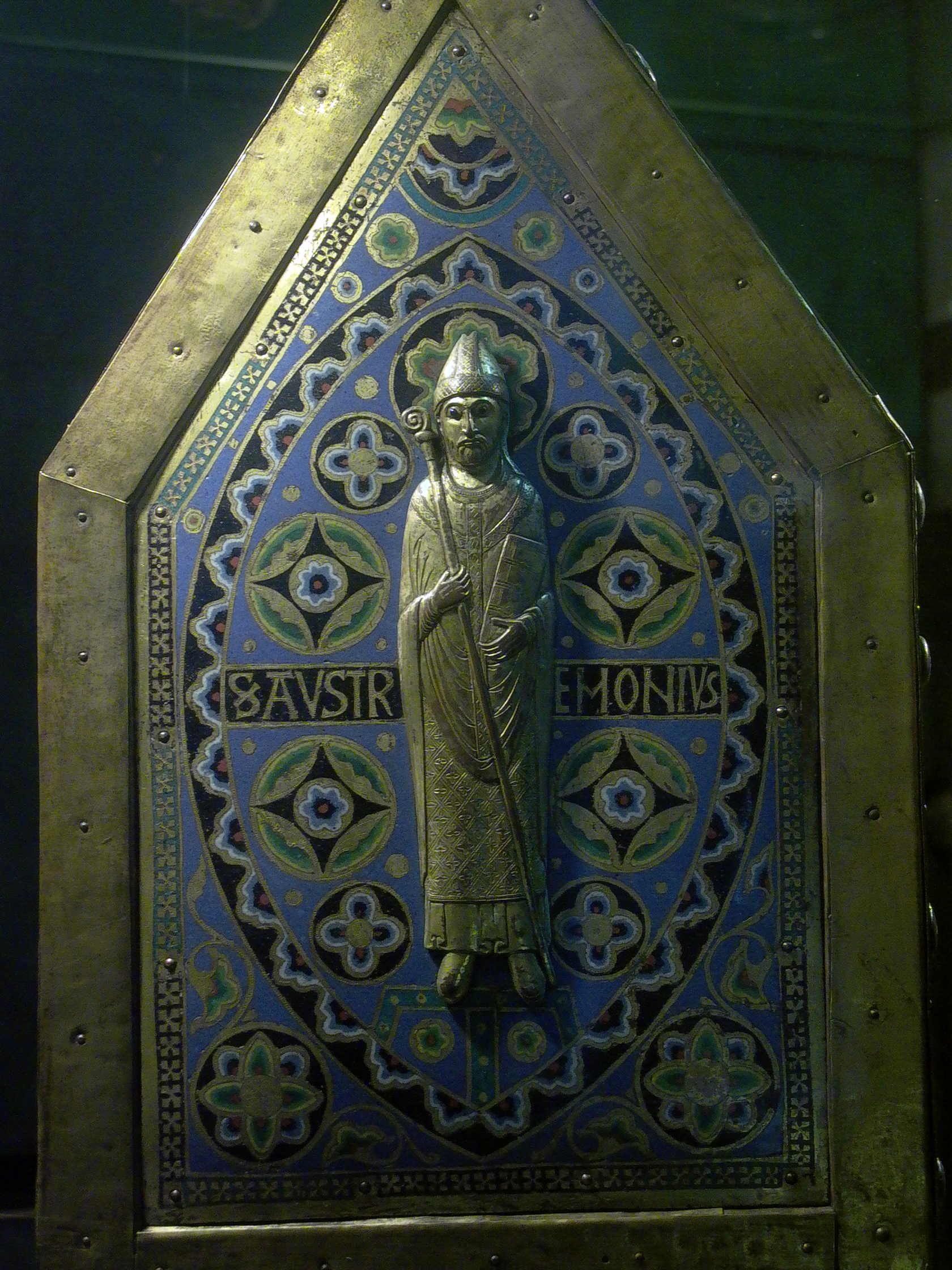
El santo en un relieve del reliquiario de San Calminio (Abadía de Mozac)
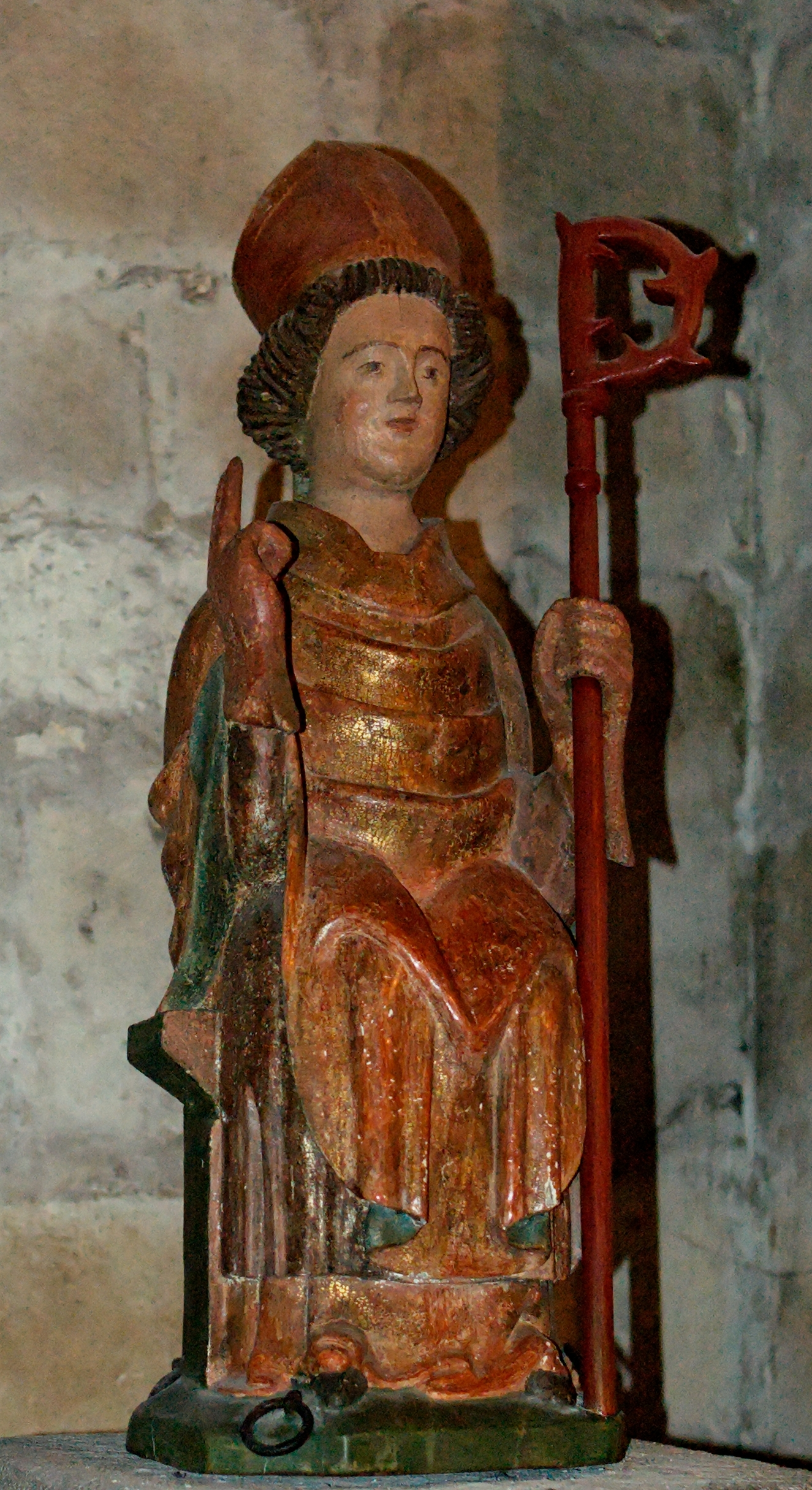
Escultura en Issoire, s. XVII
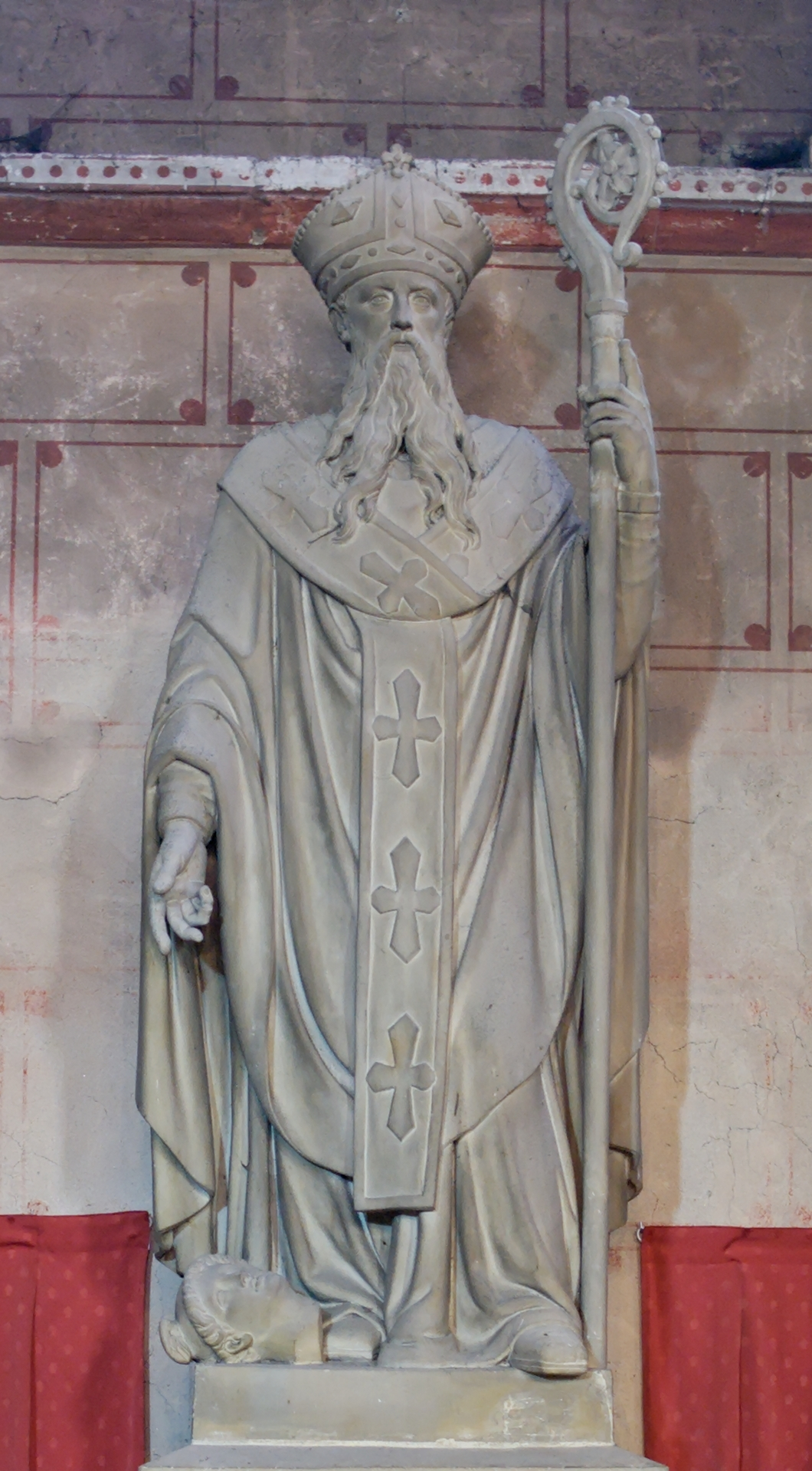
Estatua a Saint Austremoine de Issoire

## Veneración
El culto se desarrolló sobre todo en Clarmont. Gregorio de Tours explica que el cuerpo del obispo fue enterrado en Issoire, donde fue muy venerado. Su cuerpo se trasladó a Volvic, donde estuvo hasta que Pipino el Breve en 764, o quizás Pipino II de Aquitania en 848, ordenó traer las reliquias a la abadía de Mozac, a pesar de que las reclamaciones del obispo de Clarmont y la abadía de Issoire. Entonces se escribió una Vita en la que se populariza su leyenda. 
A mediados del siglo IX, la cabeza del santo fue llevada a Saint-Yvoine y hacia el 900 fue devuelto a Issoire, donde había sido enterrada inicialmente.

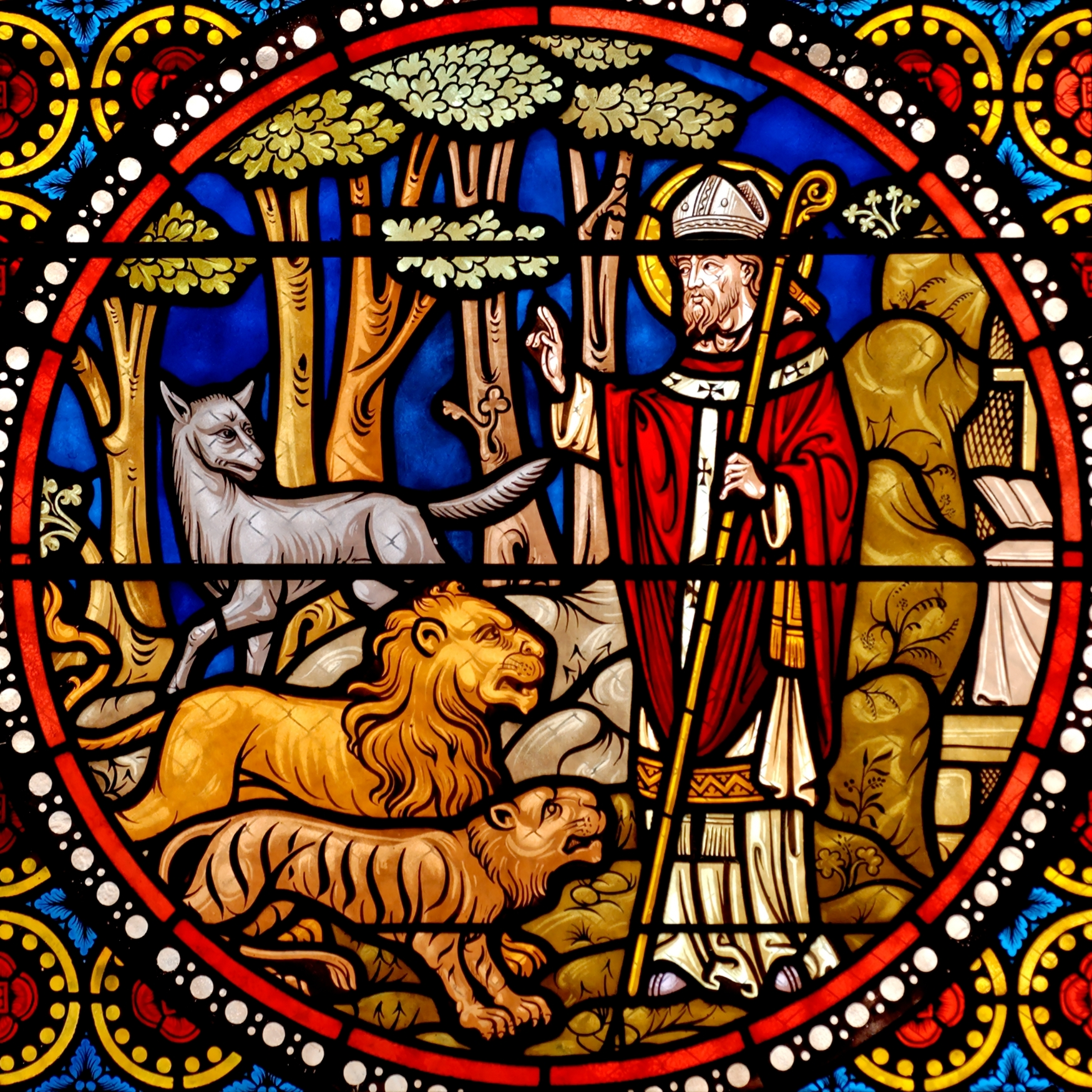
Vidriera de Saint Austremoine d'Issoire, con el santo entre las bestias
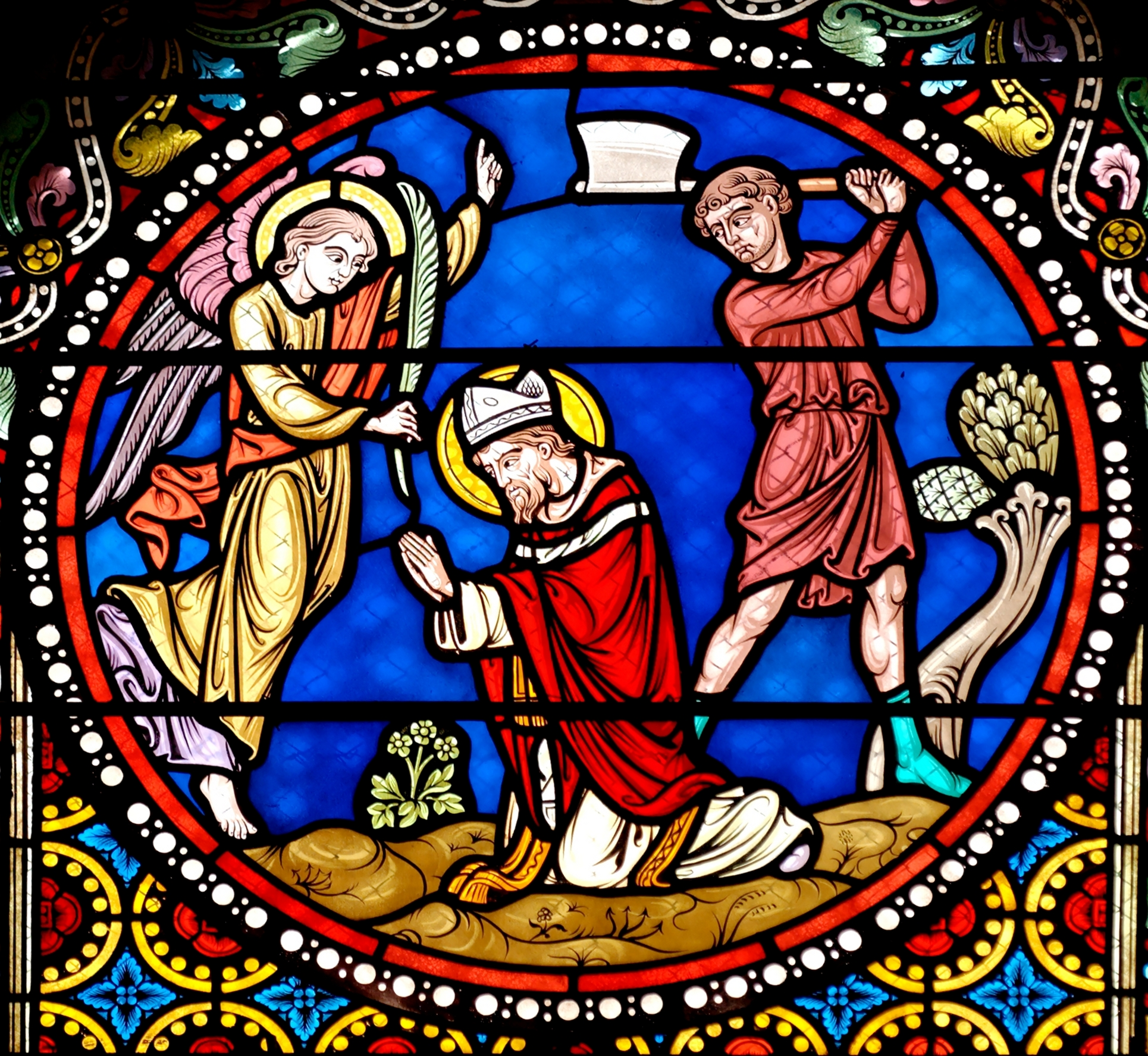
Vidriera con el martirio del santo